# نامه‌هایی به تب
نامه‌هایی به تب نمایشنامه‌ای نوشته محمد چرمشیر است. چرمشیر این نمایش را بر اساس داستانی از اودیپ شهریار اثر سوفوکل نمایشنامه‌نویس شهیر یونان باستان به رشته تحریر درآورده‌است. این نمایش بارها در شهرهای مختلف به روی صحنه رفته‌است.
اگر سه نمایشنامه اودیپ شهریار، ادیپ در کولونوس و آنتیگونه را سه نمایشنامه روایتگر داستان اودیپ و فرزندانش در نظر بگیریم، نمایش نامه‌هایی به تب می‌تواند در میانه این سه روایت قرار بگیرد؛ یعنی درست زمانی که آنتیگونه و پدر پیر و بیمارش آواره و درمانده در کولونوس روزگار تبعید را می‌گذرانند.